# Journey (gruppo musicale)
I Journey sono un gruppo musicale rock statunitense formatosi a San Francisco, California nel 1973. La band ha attraversato diverse fasi durante la sua carriera, ma quella di maggior successo è compresa tra il finire degli anni settanta fino al primo scioglimento nel 1987. Durante questo periodo, raggiunsero piazzamenti di prestigio nelle classifiche statunitensi per le loro power ballad e canzoni quali Don't Stop Believin' del 1981, il loro brano che ottenne miglior piazzamento in America, il quale in tempi recenti è diventata la traccia più venduta del catalogo iTunes con più di 3 milioni di downloads.  In totale la band raggiunse 2 dischi d'oro, 8 multi-platino e un disco di diamante (tra cui 7 dischi multi-platino consecutivi tra il 1978 e il 1987). Ottennero 19 singoli in top 40, 6 dei quali nella classifica Billboard Hot 100. AllMusic ha descritto i Journey come "uno dei gruppi americani più amati (e talvolta odiati) di genere rock/pop commerciale."
Secondo la Recording Industry Association of America, i Journey hanno venduto 47 milioni di album negli Stati Uniti, divenendo la ventottesima band più venduta nel Paese. Nel mondo hanno invece venduto più di 75 milioni di album. Un sondaggio del 2005 di USA Today li ha nominati la quinta rock band americana nella storia.

## Storia del gruppo

### Gli esordi (1972-1976)
I membri originari dei Journey si incontrarono per la prima volta a San Francisco nel 1972 sotto consiglio dell'ex manager di Santana Walter Herbert. Denominati originariamente Golden Gate Rhythm Section con l'intento di servire come secondo gruppo per alcuni talentuosi artisti della Bay Area, la band reclutò i già collaboratori di Santana Neal Schon come chitarrista e Gregg Rolie alle tastiere e alla voce. La formazione si completò con il bassista Ross Valory e il chitarrista ritmico George Tickner, entrambi nei Frumious Bandersnatch, e con il batterista Prairie Prince dei The Tubes. La band abbandonò velocemente l'idea di essere un "secondo gruppo" e iniziò a elaborare un proprio sound di stile jazz fusion. Dopo un contest radio che cercò di trovare un nome alla formazione, il roadie John Villaneuva suggerì il nome "Journey". La prima apparizione pubblica dei Journey avvenne così al Winterland Ballroom di San Francisco alla vigilia del Capodanno 1973. Dopo lo show, Prairie Prince nella metà del 1973 ritornò nei The Tubes e fu sostituito dall'inglese Aynsley Dunbar, che aveva di recente lavorato con John Lennon e Frank Zappa. Il 25 gennaio del 1974 la nuova formazione fece esordio al Great American Music Hall assicurandosi un contratto discografico con la Columbia Records.
I Journey pubblicarono il loro disco d'esordio, l'omonimo Journey, nel 1974, a cui seguì l'anno successivo Look into the Future, quest'ultimo privo di George Tickner che aveva lasciato il gruppo l'anno precedente. Nessuno dei due lavori riuscì a vendere un alto numero di copie e così Schon, Valory e Dunbar si offrirono di prendere lezioni di canto per cercare di accompagnare con armonie vocali il lavoro da solista della voce di Rolie. Uscì così Next, che si avvalse per la prima volta di Neal Schon come voce solista in due brani.

### Una nuova direzione musicale (1977-1980)
Le vendite raggiunte fino a quel momento dai dischi dei Journey non furono ritenute soddisfacenti dalla Columbia Records, la quale richiese alla band un cambio di stile e un nuovo frontman ad affiancare Gregg Rolie alla voce. Il gruppo reclutò allora Robert Fleischman e si rivolse a un genere più vicino al pop, sullo stile di band quali Foreigner o Boston. I Journey partirono in tour con Fleischman nel 1977 e composero il poi celebre brano "Wheel in the Sky". Non ricevendo ancora consensi da fan e critica, i Journey allontanarono dalla band Fleischman lo stesso anno.
Sul finire del 1977, la band ingaggiò Steve Perry come nuovo cantante. Perry aggiunse un suono pulito da tenore al gruppo, proiettando la formazione verso melodie ancora più vicine al pop. Il quarto album, Infinity, uscì nel 1978 e raggiunse la posizione numero 21 nelle classifiche, facendo vincere alla band il primo disco di platino e piazzando singoli in classifica, come "Lights" (#68 U.S.) e "Wheel in the Sky".
Sul finire del 1979, il manager Herbie Herbert respinse Aynsley Dunbar, che si unì poi ai Jefferson Starship. Fu sostituito dal batterista Steve Smith. Perry, Schon, Rolie, Smith e Ross Valory registrarono così Evolution nel 1979, che diede alla band il primo singolo top 20 Billboard Hot 100 con "Lovin', Touchin', Squeezin'" (#16). L'album del 1980, Departure, si piazzò invece alla numero 8 nella classifica per gli album e incluse la traccia da top-25 nazionale "Any Way You Want It".
L'incredibile successo dei Journey portò un grandissimo numero di nuovi fan al gruppo che, durante il Departure world tour, registrò il suo primo disco live, Captured. Inoltre furono scelti per registrare la colonna sonora di un film Giapponese, Dream After Dream.
Gregg Rolie lasciò la formazione nel 1980, venendo sostituito da Stevie Roseman già per alcune registrazioni di Captured." Rolie propose però di sostituirlo subito dopo con Jonathan Cain dei The Babys. Con Cain la band si proiettò verso gli incredibili successi che caratterizzeranno gli anni a venire.

### Il successo (1981-1983)
I Journey pubblicarono il loro ottavo e più venduto album Escape nel 1981. Il disco, certificato nove volte platino, divenne il #1 nelle classifiche dell'anno e incluse tre hits da top 10: "Who's Cryin' Now", "Don't Stop Believin'" e "Open Arms", quest'ultima il maggiore singolo della band, numero 2 per sei settimane consecutive e numero 13 nella Billboard's 1982 year-end Hot 100. Inoltre MTV mandò in onda uno dei loro tre show sold-out a Houston il 6 novembre 1981 di fronte a più di 20000 fan.
Capitalizzando il loro successo, la band registrò pubblicità per la Budweiser e vendette i propri diritti per alcuni videogame: Journey e Journey Escape. La loro fama portò anche a critiche, come quella della Rolling Stone Record Guide che diede una sola stella al disco, con Dave Marsh che scrisse che "i Journey erano il capolinea dell'arena rock di San Francisco". Marsh definì anche Escape come uno dei peggiori album numero 1 di tutti i tempi.
Il successivo disco, Frontiers, uscì nel 1983 e proseguì il successo commerciale, divenendo numero 2 nelle classifiche e vendendo circa 6 milioni di copie. L'album generò 4 hit da top 40, Separate Ways (Worlds Apart) numero 8, Faithfully numero 2, Send Her My Love e After the Fall, entrambe numero 23. I Journey erano diventati una delle maggiori band al mondo. Durante il successivo tour, il gruppo registrò con la NFL Films un video documentario sulla loro vita on the road, Frontiers and Beyond. Alcune scene del film mostrano la band esibirsi davanti ad un pubblico di 80000 persone al JFK Stadium di Filadelfia, Pennsylvania.

### Lo scioglimento (1984-1994)
Dopo il tour per Frontiers, i Journey si presero un periodo di pausa. Steve Perry e Neal Schon seguirono progetti solisti tra il 1982 e il 1985. Nel 1985 la band pubblicò due pezzi inediti e pensati per Frontiers, ovvero "Only the Young" (poi soundtrack del film Vision Quest) e "Ask the Lonely" (soundtrack per Two of a Kind). "Only the Young" fu numero 9 nella Billboard Hot 100.
Nel 1986 fu pubblicato un nuovo album, Raised on Radio, senza Ross Valory e Steve Smith, esclusi per divergenze musicali.
Furono sostituiti rispettivamente da Randy Jackson e Larrie Londin. L'album fu multiplatino e vendette oltre 2 milioni di copie, con 4 singoli da top 20 (Be Good to Yourself numero 9, I'll Be Alright Without You numero 14, Girl Can't Help It e Suzanne, entrambi numero 17). I Journey partirono in tour con Mike Baird alla batteria e ancora una volta furono ripresi, divenendo documentario per MTV, con interviste esclusive e spezzoni di concerto al Mountain Aire Festival di Angels Camp, California. Ma con Perry incapace (o non più intenzionato) a rimanere in formazione in modo fisso, la band cancellò il resto della tournée, dichiarando lo scioglimento nel 1987.
Neal Schon e Jonathan Cain si unirono a John Waite e Ricky Phillips formando i Bad English con il batterista Deen Castronovo nel 1988. Steve Smith si dedicò a band jazz come i Vital Information e i Steps Ahead, unendosi poi con Ross Valory e Gregg Rolie per creare i The Storm con Kevin Chalfant e Josh Ramos.
Tra il 1987 e il 1995 la Columbia Records pubblicò tre raccolte dei Journey, tra cui il greatest hits del 1988, il disco più venduto del gruppo con 15 milioni di copie negli Stati Uniti. Continua a vendere oggigiorno tra le 500000 e le 1000000 copie all'anno e nel dicembre 2008 è diventato il sesto greatest hits più venduto nella storia americana.

### La reunion (1995-1997)
Nel 1991 Perry, Schon e Cain si riunirono brevemente per eseguire Faithfully e Lights al concerto tributo per il promoter Bill Graham. Nell'ottobre 1993, Kevin Chalfant suonò con Neal Schon e Jonathan Cain per un concerto per il manager Herbie Herbert. Nel 1995 Steve Perry accettò di riunirsi alla band, alla condizione che avrebbero reclutato un nuovo management. Herbie Herbert fu licenziato e sostituito da Irving Azoff degli Eagles.
Il primo disco dalla reunion, Trial by Fire, uscì nel 1996 e raggiunse, con il singolo When You Love a Woman, la posizione numero 3 nella classifica Billboard, la 36 nella Billboard's 1996 year-end Hot 100 e fu nominato nel 1997 per il Grammy Award for Best Pop Performance by a Duo or Group with Vocal. L'album ottenne anche 3 brani top 40, Message of Love numero 18, Can't Tame the Lion numero 33 e If He Should Break Your Heart numero 38.. Inoltre, il singolo When You Love A Woman, raggiunse la posizione numero 12 posizione nella Billboard's 100 e la numero 1 posizione nella Billboard Adult Hot Contemporary, dove rimase per quattro settimane nel dicembre del 1996; la canzone divenne una delle Hit della band che, dopo tanto tempo, riuscirono a tornare in auge.
I piani per una tournée si conclusero quando Perry si dovette ritirare per problemi vocali nell'estate del 1997 e affidarsi a cure. Nel 1998 Schon e Cain decisero di cercare un nuovo cantante, ma anche Steve Smith lasciò in quegli anni la band.

### Un nuovo cantante (1998–2006)
Nel 1998 i Journey ingaggiarono Deen Castronovo alla batteria come sostituto di Steve Smith. Perry fu invece sostituito da Steve Augeri, ex membro di Tyketto e Tall Stories.
Nello stesso anno e con la nuova formazione fu registrata la traccia Remember Me per il film Armageddon - Giudizio finale.
Nel 2000 uscì invece in Giappone il nuovo album Arrival, pubblicato poi in USA nel 2001. All the Way divenne la hit del disco. Nel 2002 la band pubblicò un EP di 4 tracce a titolo Red 13, la cui cover fu disegnata dai fan a seguito di un contest. Nel 2005 i Journey entrarono nella Hollywood Walk of Fame. Alla cerimonia presenziò anche Steve Perry. Sempre nel 2005, il gruppo partì per un tour celebrativo del trentesimo anniversario e pubblicò il dodicesimo album, da titolo Generations, nel quale ogni componente del gruppo cantò almeno in un pezzo.

### Altri cambiamenti (2006–oggi)

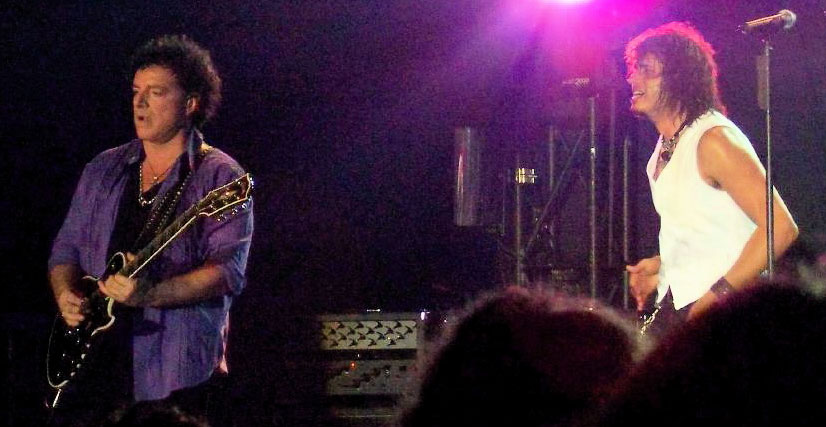
I Journey con Soto alla voce

Nel luglio 2006 Steve Augeri fu allontanato dalla band durante una tournée con i Def Leppard a causa di un'infezione cronica alla gola, di cui soffriva già dal 2003. La band lo sostituì con Jeff Scott Soto dei Talisman nel dicembre 2006. Il 12 giugno 2007 i Journey annunciarono il licenziamento di Soto per divergenze musicali.
Nel dicembre 2007 fu ingaggiato come nuova voce il filippino Arnel Pineda frontman della coverband The Zoo, dopo che Neal Schon lo visionò su YouTube alle prese con canzoni dei Journey. Il debutto con Pineda avvenne in Cile nel febbraio 2008, e con lui la band pubblicò un nuovo album, Revelation, a giugno. Revelation debuttò alla numero 5 Billboard, vendendo più di 196 000 copie in due settimane e mantenendosi nella top 20 per 6 settimane. I Journey trovarono successo anche con il singolo "After All These Years", 23 settimane in classifica fino alla posizione numero 9. La band partì in concerto al fianco di Heart e Cheap Trick, attraverso una fruttuosa tournée che portò introiti di oltre 35 milioni di dollari. 
Il 18 dicembre 2008 Revelation divenne disco di platino RIAA. Il 19 aprile 2010 il produttore Kevin Shirley annunciò l'inizio delle registrazioni del nuovo album, in uscita nel 2011.
A seguito della condanna inflitta a Deen Castronovo viene annunciato, il 27 novembre del 2015, il rientro in formazione del batterista Steve Smith.
Il 4 marzo del 2020 viene comunicato che, il bassista storico Ross Valory e il batterista Steve Smith sono stati cacciati per aver tentato di appropriarsi del nome della band.

## Formazione

### Formazione attuale
- Arnel Pineda - voce (2007-presente)
- Neal Schon - chitarra (1973-1987, 1995-presente)
- Jonathan Cain - tastiera (1981-1987, 1995-presente)
- Todd Jensen - basso (2020-presente)
- Deen Castronovo - batteria (1998-2015, 2021- presente)

### Ex membri
- Gregg Rolie - voce (1973-1977), tastiera (1973-1981)
- Ross Valory - basso (1973-1985, 1995-2020)
- Prairie Prince - batteria (1973-1974)
- Aynsley Dunbar - batteria (1974-1978)
- Robert Fleischman - voce (1977-1978)
- Steve Perry - voce (1978-1987, 1995-1998)
- Steve Smith - batteria (1978-1985, 1995-1998, 2017-2020)
- Omar Hakim - batteria (2015-2019)
- Steve Augeri - voce (1998-2006)
- Jeff Scott Soto - voce (2006-2007)
- Jason Derlatka - batteria (2019-2021)
- Narada Michael Walden - batteria (2020-2023)

## Nella cultura di massa
Anno dopo anno le canzoni dei Journey sono state utilizzate o nominate in numerosi film, show televisivi, videogame o telefilm. Molti brani del gruppo sono stati reinterpretati o utilizzati come colonne sonore di eventi sportivi.
La canzone Lovin', Touchin', Squeezin' è stata inserita come quinta traccia nell'EP A Change of Seasons dei Dream Theater e nel 1995 Mariah Carey ha pubblicato una cover di Open Arms nel suo album Daydream, estratta poi anche come singolo nel 1996.
La band Journey appare come la preferita del personaggio J.D. del telefilm Scrubs. Sempre nella terza serie di Scrubs, nella seconda puntata intitolata "Il mio viaggio" (in lingua originale "My Journey"), J.D. ammette di amare i Journey e consiglia a Carla di ingaggiare una cover band dei Journey per il matrimonio di Carla e Turk, chiamata "Amore Strizzami" (in lingua originale "The Lovin'n Touch'n Squeeze'n's"). Inoltre nella stessa puntata si può sentire Dont' Stop Believin'  come colonna sonora del finale di puntata
Nel film Prima o poi me lo sposo (The Wedding Singer) di Frank Coraci, durante il matrimonio di Robbie Hart (Adam Sandler) viene usata la base di Don't Stop Believin'  come marcia nuziale. Ancora, nel film Io vi dichiaro marito e... marito (I Now Pronounce You Chuck and Larry) di Dennis Dugan, viene suonata la canzone Open Arms durante la festa in maschera gay.
La canzone Don't Stop Believin'  viene usata anche all'interno del film Racconti incantati per ben due volte (all'interno del film e nei titoli di coda)
Nell'episodio 4ACX03 - Il brutto anatroccolo (Don't make me over) de I Griffin, Peter Griffin e i suoi amici cantano con il karaoke nel bar L'ostrica ubriaca la canzone Don't Stop Believin' .
Ne I Simpson vengono inseriti due brani dei Journey. Any Way You Want It la si può sentire negli episodi 4F05 - Burns baby Burns (suonata al party fuori dal cinema alla fine dell'episodio) e AABF06 - Viva Ned Flanders (suonata mentre nonno Abraham Simpson guida). Separate Ways (Worlds Apart) nell'episodio FABF20 - Tutto è lecito in guerra e in cucina (suonata mentre i due Homer Simpson vicini di casa litigano).
Nella decima puntata della seconda stagione de I Soprano si sente la canzone Wheel in the Sky sia in una scena centrale che nell'ultima. Nell'ultima puntata, nell'ultima scena, si sente Don't Stop Believin'.
Nel decimo episodio della quarta stagione del telefilm "One Tree Hill" il personaggio Keith Scott, comparendo in un sogno del protagonista Lucas Scott sotto forma di fantasma, prende tra le mani un disco della band esclamando Journey...i used to love Journey... (trad: "Journey...adoravo i Journey..."). I Journey sono inoltre il gruppo preferito da Ryan Atwood, uno dei personaggi principali della serie TV The O.C.. La commedia sportiva americana Crazy for You viene aperta e chiusa dal loro brano Only the Young. Il brano Separate Ways (Worlds Apart) dall'album Frontiers del 1983 è la suoneria del cellulare di Carl Allen (interpretato da Jim Carrey) nel film Yes Man del 2008.
Il brano Any Way You Want It è usato come suoneria del cellulare di Chuck Bartowski, protagonista della serie TV Chuck, mentre Don't Stop Believin'  è in sottofondo nel film Monster, nella scena dove le due protagoniste (Charlize Theron e Christina Ricci) pattinano tenendosi per mano.
Nel diciannovesimo episodio dell'ottava stagione di Dr. House, intitolato The C Word, quando l'amico James Wilson torna nel suo ufficio, trova in riproduzione sul computer un video, in cui House si prende goliardicamente gioco di lui assieme a due squillo mentre l'oncologo era svenuto dopo aver finito il trattamento di chemioterapici, e scoppia in una risata sulle note della canzone Any Way You Want It.
I Journey vengono spesso nominati anche nel telefilm Glee, sono infatti il gruppo preferito del professor Will Schuester, che cerca di incoraggiare gli allievi a cantare le loro canzoni. Nel telefilm vengono cantate infatti già dalla prima puntata Lovin', Touchin', Squeezin' e Don't Stop Believin'. Nell'ultima puntata della prima serie alle regionali le nuove Direzioni cantano diverse loro canzoni tra cui Faithfully, Any Way You Want It, Lovin', Touchin', Squeezin' e Don't Stop Believin'. Quest'ultima viene eseguita ben 5 volte "ufficiali" nella serie, mentre nella prima stagione per 2 volte si è potuta ascoltare solo per pochi secondi.
Nell'album solista del cantante brasiliano Andre Matos Time to Be Free (2007) compare una reinterpretazione di Separate Ways (Worlds Apart) dei Journey (curioso sottolineare come i tratti somatici di Andre Matos ricordino vagamente quelli dello storico frontman dei Journey, Steve Perry). Nell'album dei Warmen Japanese Hospitality del 2009 è presente una reinterpretazione sempre di Separate Ways (Worlds Apart) dei Journey, con la voce di Pasi Rantanen.
Nel 1982, i Journey furono protagonisti di un videogame pubblicato per l'Atari 2600 dal titolo Journey Escape. Il gioco si basava sull'album Escape. L'anno seguente apparvero nel videogioco arcade Journey della Bally Midway la cui uscita coincise con il tour di Frontiers.
La canzone Separate Ways (Worlds Apart) è inserita nella colonna sonora del film Yesman con Jim Carrey. Nel film The Losers del 2010 la canzone Don't Stop Believin'  è utilizzata come tema ricorrente poiché canticchiata da Jensen uno dei personaggi e utilizzata come sottofondo durante i titoli di coda. Nel cartone animato Mostri contro alieni la canzone Who's Crying Now è ascoltata in auto alla radio dalla coppia che si apparta nel parco ed è testimone della prima discesa degli alieni.
Nel film Tron: Legacy è presente la canzone dei Journey Separate Ways (Worlds Apart) quando Sam rientra nella sala giochi del padre, Kevin Flynn, ormai abbandonata da anni e dove tutto è rimasto intatto come negli anni ottanta con tanto di musica tipica in sottofondo.
Nel film tratto dal musical Rock of Ages vengono utilizzate Anyway You Want It cantata da Mary J. Blige e Don't Stop Believin' cantata da tutto il cast alla fine del film.
Nella serie tv The Big Bang Theory (stagione 2, episodio 15), il brano Any Way You Want It viene cantato da Sheldon Cooper e dalla madre di Leonard Hofstadter al Karaoke.

## Discografia

### Album in studio
- 1975 - Journey
- 1976 - Look into the Future
- 1977 - Next
- 1978 - Infinity
- 1979 - Evolution
- 1980 - Departure
- 1981 - Escape
- 1983 - Frontiers
- 1986 - Raised on Radio
- 1996 - Trial by Fire
- 2001 - Arrival
- 2005 - Generations
- 2008 - Revelation
- 2011 - Eclipse
- 2022 - Freedom